# トーンズ・アンド・アイ
トーンズ・アンド・アイ（英: Tones and I）は、オーストラリアのシンガーソングライター。本名はトニー・ワトソン（英: Toni Watson）。
2019年3月1日、シングル「Johnny Run Away」でデビュー。同年5月10日にリリースした2枚目のシングル「Dance Monkey」が、オーストラリア、イギリス、カナダ、イタリアなどの13か国の国際ヒットチャートで1位を記録する大ヒットとなり、国際的な名声を獲得した。

## 来歴

### 1993年 - 2019年：初期のキャリア
1993年5月13日、オーストラリアのメルボルン郊外にあるモーニントン半島で生まれる。幼少期から歌うことを好み、お風呂に入っているときには常に歌を歌っていた。高校生になり、キーボードやサウンドエフェクトを用いて地元のライブハウスやフェスティバルで小さな演奏会を開くようになる。学校を卒業後、音楽から離れてメルボルンの小売業者に就職したが、歌手になることを志し、24歳のときに仕事と並行してストリートパフォーマーとしての活動を開始した。
メルボルンでパフォーマンスを初めてすぐの2017年下旬、何をすれば成功を掴めるか自信が持てなかったため、友人の助言を受けてバンを購入。2週間の有給休暇を取り、シドニー北部の町バイロン・ベイでストリートパフォーマンスを行った。するとパフォーマンスは予想を遥かに超える成功を収め、そこで出会った音楽プロデューサーのウォークデン・ブラウンに見い出される。ブラウンはのちのインタビューで、アウトキャストの「Hey Ya!」を歌うトニー・ワトソンを見たとき「顎が外れるほどの衝撃を受けた」と語っている。
バイロン・ベイでのパフォーマンス後、すぐに仕事を辞めてゴールドコーストにあるウォークデン・ブラウンのスタジオで働き、曲の制作活動を始めた。2018年3月、本来であればデビューシングルをリリースする予定だったが、自身の能力向上とデビュー前にある程度のファン層を築いておきたいという理由で、自ら延期することを希望した。その後8か月にわたり、平日はバンに寝泊まりしてひたすら曲を作り続け、週末はストリートパフォーマンスを行うという生活を送った。2018年10月、ストリートパフォーマーのチャンピオンを決めるイベント「Battle of the Buskers」で勝利を収め、翌年1月にソニーミュージックの関連会社であるバッド・バッチレコードと契約を結んだ。

### 2019年 - 現在：デビューと「Dance Monkey」の成功
2019年2月18日、デビューシングル「Johnny Run Away」をオーストラリアのWebサイト「Triple J Unearthed」にアップロードした。この曲は瞬く間にサイト上で話題になり、短時間で多くのレビューが投稿された。また、動画をアップロードした12時間後にオーストラリアのティーンエイジャー向けのラジオ局・Triple J でこの曲が流れ、大きな反響を呼ぶこととなった。この曲は、Triple J で流されたあとにラジオ界隈を中心に大きな話題を集め、2週連続でオーストラリアのラジオで最もプレイされた楽曲となった。2週間後の3月1日、バッド・バッチレーベルから「Johnny Run Away」を正式なシングルとしてリリースした。この曲は、オーストラリアのARIAシングルチャートで12位を記録してダブルプラチナ認定を受け、アイルランドでも83位を記録した。
5月10日、バッド・バッチレーベルとエレクトラ・レコードから2枚目のシングル「Dance Monkey」をリリースした。この曲はリリース直後からオーストラリア全土で爆発的な売り上げを記録。その後徐々に世界各国へ広がりを見せ、イギリス、カナダ、イタリア、オランダ、ノルウェーなどの13か国の国際チャート、35か国の公式チャートで1位を記録し、アメリカの Billboard Hot 100 でも最高19位まで上昇した。オーストラリアのARIAシングルチャートでは、エド・シーランの「Shape of You」の記録を破り17週間連続で1位をキープ。イギリスの全英シングルチャートでは、エド・シーランとジャスティン・ビーバーの「I Don't Care」の8週連続1位の記録を破り、2019年の最長1位記録を樹立した。
Nova のインタビューで、「Dance Monkey」の歌詞について「この曲は私がストリートパフォーマーをしているときのこと、そしてそのとき感じていたプレッシャーについてを書いたの。私のパフォーマンスが少しでもつまらなく感じたら、観客はスマホを1回タップして他の娯楽を見つけようとするだけ。人々はスマホをタップすることに慣れすぎて、本当の楽しさに辿り着くまでの辛抱の大切さを忘れてしまっているわ」と語っている。
7月16日、3枚目のシングル「Never Seen the Rain」をリリース。この曲はオーストラリアのチャートで9位を記録した。2日後の7月18日、オーストラリアで開催されたスプレンダー・イン・ザ・グラス・フェスティバルに出演。オープニングアクトとして新曲を含む6曲を披露し、同コンサートのオープニングアクトで最多となる2万人以上の動員数を記録した。
8月30日にリリースされたファーストEP「The Kids Are Coming」はオーストラリア、ノルウェー、カナダ、デンマークでトップ10入りを果たし、Billboard 200 で65位を記録した。9月27日にEP「The Kids Are Coming」から4枚目のトラックとして、同名のシングル「The Kids Are Coming」をリリースし、オーストラリアで65位を記録した。11月27日に開催されたARIAミュージック・アワードでは、8部門でノミネートされ「最優秀女性アーティスト賞」「ブレイクスルーアーティスト賞」など4部門で受賞した。

## 音楽性
音楽性については、その特徴的な歌声を称賛されることが多い。Real Sound の Kei は「一度聴いたら忘れ難い声」、Stack のゾーイ・ラダスは「シーアのような自信に満ちた唸り声」と表現している。
曲の歌詞はメッセージ性の強いものが多く、ファーストシングルの「Johnny Run Away」は父親との関係に不満を抱いていた友人を元に書かれた曲で、人々が家族や世界との共存や拒絶にどう対処しているかを「Johnny」というゲイの主人公の人生に沿って歌っている。「The Kids Are Coming」は、地球温暖化や銃社会など、世界の様々な問題を作り上げた大人たちに問いかける詞となっている。

## ディスコグラフィー

### アルバム
| タイトル               | 詳細 | チャート最高位 | チャート最高位 | チャート最高位 | チャート最高位 | チャート最高位 | チャート最高位 | チャート最高位 | チャート最高位 | チャート最高位 | チャート最高位 |
| タイトル               | 詳細 | AUS            | CAN            | DEN            | FIN            | FRA            | IRE            | NOR            | NZ             | SWE            | US             |
| ---------------------- | --- | -------------- | -------------- | -------------- | -------------- | -------------- | -------------- | -------------- | -------------- | -------------- | -------------- |
| Welcom to the Madhouse | - リリース: 2021年7月16日 - フォーマット: CD, digital download, streaming, LP - レーベル: Bad Batch, Sony | 1              | 36             | ー             | ー             | ー             | ー             | 39             | 38             | ー             | 144            |

### EP
| タイトル            | 詳細 | チャート最高位 | チャート最高位 | チャート最高位 | チャート最高位 | チャート最高位 | チャート最高位 | チャート最高位 | チャート最高位 | チャート最高位 | チャート最高位 |
| タイトル            | 詳細 | AUS            | CAN            | DEN            | FIN            | FRA            | IRE            | NOR            | NZ             | SWE            | US             |
| ------------------- | --- | -------------- | -------------- | -------------- | -------------- | -------------- | -------------- | -------------- | -------------- | -------------- | -------------- |
| The Kids Are Coming | - リリース: 2019年8月30日 - フォーマット: CD, digital download, streaming, LP - レーベル: Bad Batch, Sony | 3              | 10             | 8              | 19             | 31             | 40             | 3              | 23             | 15             | 65             |

### シングル
| タイトル                                  | 年   | チャート最高位 | チャート最高位 | チャート最高位 | チャート最高位 | チャート最高位 | チャート最高位 | チャート最高位 | チャート最高位 | チャート最高位 | チャート最高位 | 認定 | 収録アルバム        |
| タイトル                                  | 年   | AUS            | DEN            | FIN            | GER            | IRE            | NOR            | NOR            | SWE            | SWI            | UK             | 認定 | 収録アルバム        |
| ----------------------------------------- | ---- | -------------- | -------------- | -------------- | -------------- | -------------- | -------------- | -------------- | -------------- | -------------- | -------------- | --- | ------------------- |
| Johnny Run Away                           | 2019 | 12             | —              | —              | —              | 83             | —              | —              | —              | —              | —              | - ARIA: プラチナ×2                                                                                                | The Kids Are Coming |
| Dance Monkey                              | 2019 | 1              | 1              | 1              | 1              | 1              | 1              | 1              | 1              | 1              | 1              | - ARIA: プラチナ×6 - BPI:プラチナ - BVMI: プラチナ - IFPI DEN: ゴールド - IFPI SWI: プラチナ×2 - RMNZ: プラチナ×2 | The Kids Are Coming |
| Never Seen the Rain                       | 2019 | 9              | —              | —              | —              | —              | —              | —              | —              | —              | —              | - ARIA: プラチナ                                                                                                  | The Kids Are Coming |
| The Kids Are Coming                       | 2019 | 65             | —              | —              | —              | —              | —              | —              | —              | —              | —              | | The Kids Are Coming |
| "—"は未発売またはチャート圏外を意味する。 |      |                |                |                |                |                |                |                |                |                |                | |                     |

## 受賞とノミネート

### ARIAミュージック・アワード
| 年   | ノミネート対象                        | 賞                                       | 結果       | Ref.   |
| ---- | ------------------------------------- | ---------------------------------------- | ---------- | ------ |
| 2019 | Dance Monkey                          | 最優秀女性アーティスト                   | 受賞       | [ 65 ] |
| 2019 | Dance Monkey                          | ブレイクスルーアーティスト               | 受賞       | [ 65 ] |
| 2019 | Dance Monkey                          | ベストポップリリース                     | 受賞       | [ 65 ] |
| 2019 | Dance Monkey                          | 今年の曲                                 | ノミネート | [ 65 ] |
| 2019 | Dance Monkey                          | 今年のビデオ                             | ノミネート | [ 65 ] |
| 2019 | The Kids Are Coming                   | 今年のインディーズレーベルからのリリース | 受賞       | [ 65 ] |
| 2019 | Dance Monkey から Konstantin Kersting | 今年のエンジニア                         | ノミネート | [ 65 ] |
| 2019 | Dance Monkey から Konstantin Kersting | 今年のプロデューサー                     | ノミネート | [ 65 ] |